# Вулиця Левка Мацієвича
Ву́лиця Левка Мацієвича — вулиця в Солом'янському районі міста Києва, місцевість Чоколівка. Пролягає від початку забудови (поблизу вулиці Авіаконструктора Антонова) до Донецької вулиці.
Прилучаються два проїзди без назви до проспекту Повітряних Сил (колишні вулиці Кооперації та Піонерська), вулиця Янки Купали, Чоколівський бульвар, вулиці Сергія Берегового та Очаківська.

## Історія
Значна частина вулиці (від початку до Чоколівського бульвару) виникла в 2-й половині 20-х років XX століття під назвою 27-ма Нова. У 1931–1941 та з 1944 року мала назву Соціалістична вулиця. Під час нацистської окупації у 1941–1943 роках — Радіальна.
У 1940-х роках подовжена до Донецької вулиці і набула сучасних розмірів, а до 1970-х років простягалася від Секторної вулиці. Первісну забудову 1920-30-х років знесено у 1970-ті роки.
Сучасна назва на честь українського авіатора, громадського та політичного діяча, одного із засновників Революційної української партії Левка Мацієвича — з 2017 року.

## Галерея

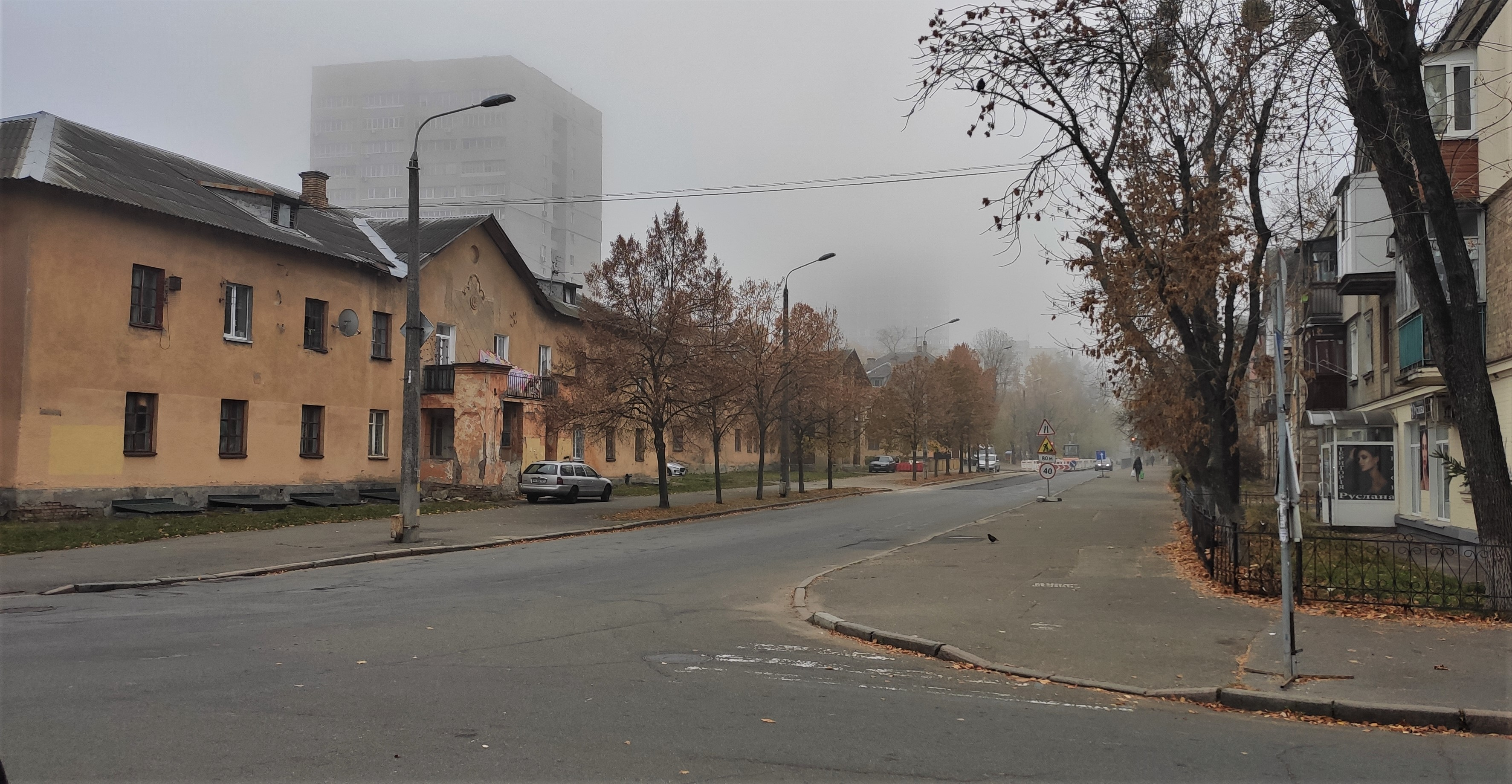
Вулиця Левка Мацієвича біля прилучення вулиці Очаківської